# Ceratostylis caespitosa
Ceratostylis caespitosa är en orkidéart som beskrevs av Louis Otho Otto Williams. Ceratostylis caespitosa ingår i släktet Ceratostylis och familjen orkidéer. Inga underarter finns listade i Catalogue of Life.